# Herbert Birchenough
Herbert Birchenough (* 21. September 1874 in Haslington; † 28. Februar 1942 in Newcastle-under-Lyme) war ein englischer Fußballtorhüter.

## Karriere
Birchenough spielte bei mehreren kleinen Vereinen in den Countys Cheshire und Staffordshire, bevor er im Oktober 1897 zum Profiklub Burslem Port Vale in die Midland Football League kam. Er etablierte sich schnell als Stammtorhüter und gewann 1898 mit Port Vale den Staffordshire Senior Cup, zudem erfolgte zur Saison 1898/99 die Aufnahme des Klubs in die Football League Second Division. Dort war er wichtiger Bestandteil der Defensive, die mit nur 34 Gegentoren die wenigsten der Liga zuließ. Am 11. November 1899 war er neben John Fitchett (Bolton) der einzige Spieler aus der Second Division, der für eine Auswahl der Football League bei einem 3:1-Erfolg über die Irish League spielte. Der finanziell klamme Verein war anschließend nicht mehr in der Lage Birchenough zu halten und gab im Januar 1900 einem Transfer für £250 zu Erstdivisionär Glossop statt.
Obwohl seine Verpflichtung zu einer Stabilisierung der Abwehr beitrug, stand Glossop am Saisonende mit nur vier Saisonsiegen abgeschlagenen auf dem letzten Tabellenrang und musste in die Second Division absteigen. Birchenough bestritt in der Zweitligaspielzeit 1900/01 alle 34 Ligaspiele für Glossop, blieb dabei 12-mal ohne Gegentreffer und kassierte insgesamt nur 33 Gegentore, der Klub verpasste den Wiederaufstieg auf Rang 5 liegend aber deutlich. Nach einer weiteren Mittelfeldplatzierung mit Glossop wechselte er im Oktober 1902 zum Ligakonkurrenten Manchester United. Dort setzte er sich rasch gegen  Jimmy Whitehouse und James Saunders durch und absolvierte im weiteren Saisonverlauf neben 25 Ligapartien auch fünf Einsätze im FA Cup. Bereits am Saisonende verließ er Manchester in Richtung Crewe Alexandra mit Spielbetrieb in der Birmingham & District League.